# Transport kolejowy w Wodzisławiu Śląskim
Transport kolejowy w Wodzisławiu Śląskim – miasto jest węzłem kolejowym na trasie Katowice-Rybnik-Chałupki-Bogumin, oraz dla pobliskich kopalń i zakładów pracy. Przez miasto przebiegają linia kolejowa nr 158 Rybnik Towarowy – Wodzisław Śląski – Chałupki, linia kolejowa nr 876 Wodzisław Śląski-Kopalnia Marcel, linia kolejowa nr 215 łącząca stację w Wodzisławiu Śląskim z Szybem w Marklowicach, a także obecnie nieczynne linie kolejowe nr 159 Wodzisław Śląski – (Żory) – Orzesze i 875 Wodzisław Śląski – KWK 1 Maja.
Wodzisław Śląski posiada połączenia kolejowe realizowane przez Koleje Śląskie (m.in. Bogumin, Katowice, Rybnik), PolRegio (m.in. Rzeszów, Kraków, Jaworzno Szczakowa) oraz PKP Intercity (m.in. Warszawa, Budapeszt, Graz, Gdynia, Przemyśl, Wiedeń i Praga oraz sezonowo m.in. Łeba, Hel, Kołobrzeg, Świnoujście).

## Historia

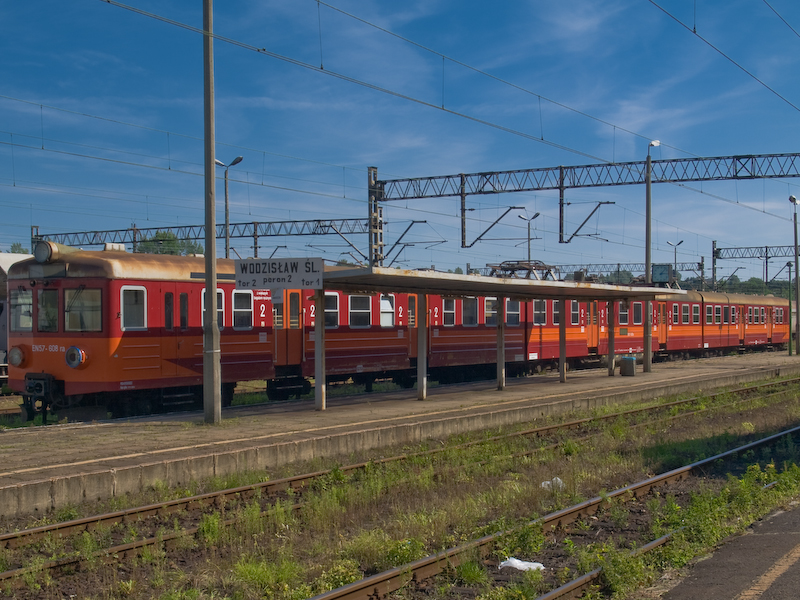
EN57 odstawiona na peronie 2 stacji w Wodzisławiu Śląskim

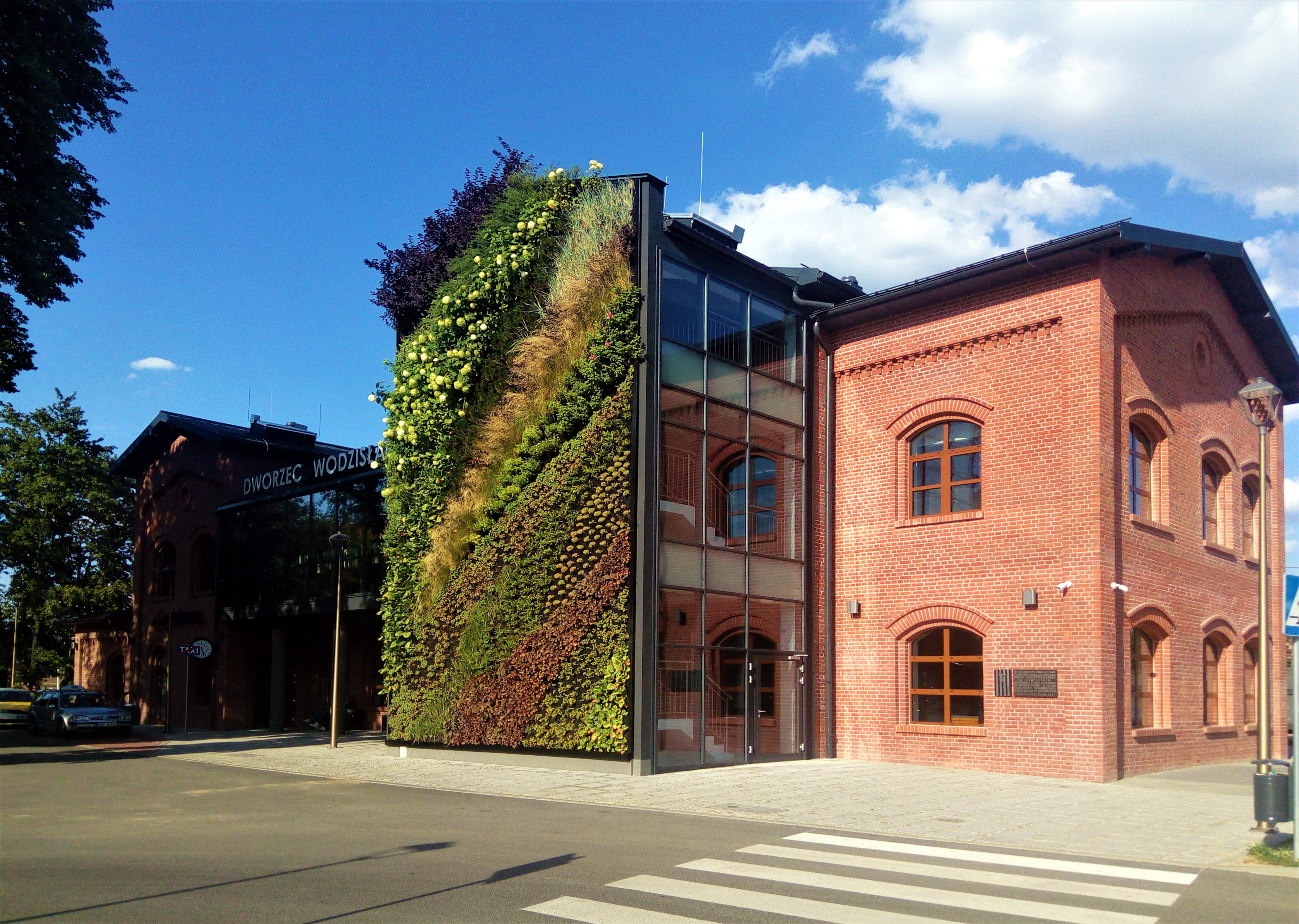
Dworzec kolejowy w Wodzisławiu Śląskim

Historia kolei żelaznej w Wodzisławiu sięga drugiej połowy XIX w. Mieszczanie wodzisławscy chcieli uzyskać połączenie kolejowe z Katowicami i Raciborzem jednak z pominięciem Rybnika. W 1861 roku królewskie władze rządowe wyraziły zgodę na budowę szosy z Wodzisławia przez Radlin Dolny, Obszary, Biertułtowy do dworca kolejowego Czernica (obecnie Rydułtowy). Ukończono ją po kilku latach i odtąd Wodzisław miał samodzielne połączenie z koleją zarówno do Katowic, jak i Raciborza. W 1882 droga ta straciła na znaczeniu w wyniku zakończenia budowy szerokotorowej linii kolejowej z Wodzisławia do Niedobczyc. W tym samym roku miasto uzyskało połączenie poprzez Chałupki z węzłem kolejowym w Boguminie. Dalsza rozbudowa linii kolejowej doprowadziła do połączenia Jastrzębia z Wodzisławiem a dalej z Orzeszem.

## Stacje i przystanki
Obecnie na terenie miasta, na linii 158, funkcjonują:
- stacja Wodzisław Śląski
- przystanek Wodzisław Śląski Centrum
- przystanek Wodzisław Śląski Radlin.

Na terenie Wodzisławia Śl., w jego ówczesnych granicach, istniały również jeszcze inne trzy stacje/przystanki, które zmieniły nazwę wraz z odłączeniem się dzielnic, na terenie których się znajdują, były to:
- przystanek Wodzisław Śl. Obszary (obecnie Radlin Obszary),
- stacja Wodzisław Śl. Rydułtowy (obecnie Rydułtowy),
- stacja Wodzisław Śl. Pszów (obecnie Pszów) – zlikwidowana dla ruchu pasażerskiego jeszcze w latach 70. XX wieku[2]

Ze względu że dworzec znajduje się w znacznej odległości od ścisłego centrum, w planach w okresie PRL-u było jeszcze utworzenie stacji kolejowej w centrum miasta w okolicach ul. Kolejowej. Obecne plany zakładają powstanie stacji naprzeciwko dworca PKS, która miałaby być częścią centrum przesiadkowego i powstać razem z remontem linii kolejowej nr 158 na odcinku Wodzisław Śląski – Chałupki. Stacja ta miała i prawdopodobnie będzie nosiła nazwę: Wodzisław Śląski Centrum.
Obecnie zlikwidowana jest linia 159 prowadząca z Wodzisławia Śl. do Orzesza przez Jastrzębie-Zdrój i Żory. Na tej linii znajdował się przystanek osobowy Wodzisław Śląski Turzyczka. Obecnie istnieje ruch towarowy do kopalni „Marcel” w Radlinie. Do 2001 istniała linia towarowa z Wodzisławia Śląskiego do kopalni „1 Maja”.
Kolej do lat 90. XX wieku odgrywała bardzo ważną rolę zarówno w transporcie pasażerskim, jak i towarowym. Następnie ze względu na brak remontu torów, a w związku z tym ograniczeniami prędkości i spadkiem liczby pasażerów z roku na rok traciła na ważności. Natomiast w dalszym ciągu kolej pełniła ważną rolę w transporcie towarowym. Wraz z rewitalizacją linii 158 w latach 2014–2016, zwiększono prędkość pociągów do 80 km/h w kierunku Chałupek i do 60 km/h w kierunku Rybnika. W 2016 roku Wodzisław otrzymał 3 pary połączeń PKP Intercity do Warszawy, Pragi i Ostrawy. 
W 2023 r. oddano do ruchu nowy przystanek kolejowy Wodzisław Śląski Centrum.